# Augusteisches Zeitalter (Kurfürstentum Sachsen)

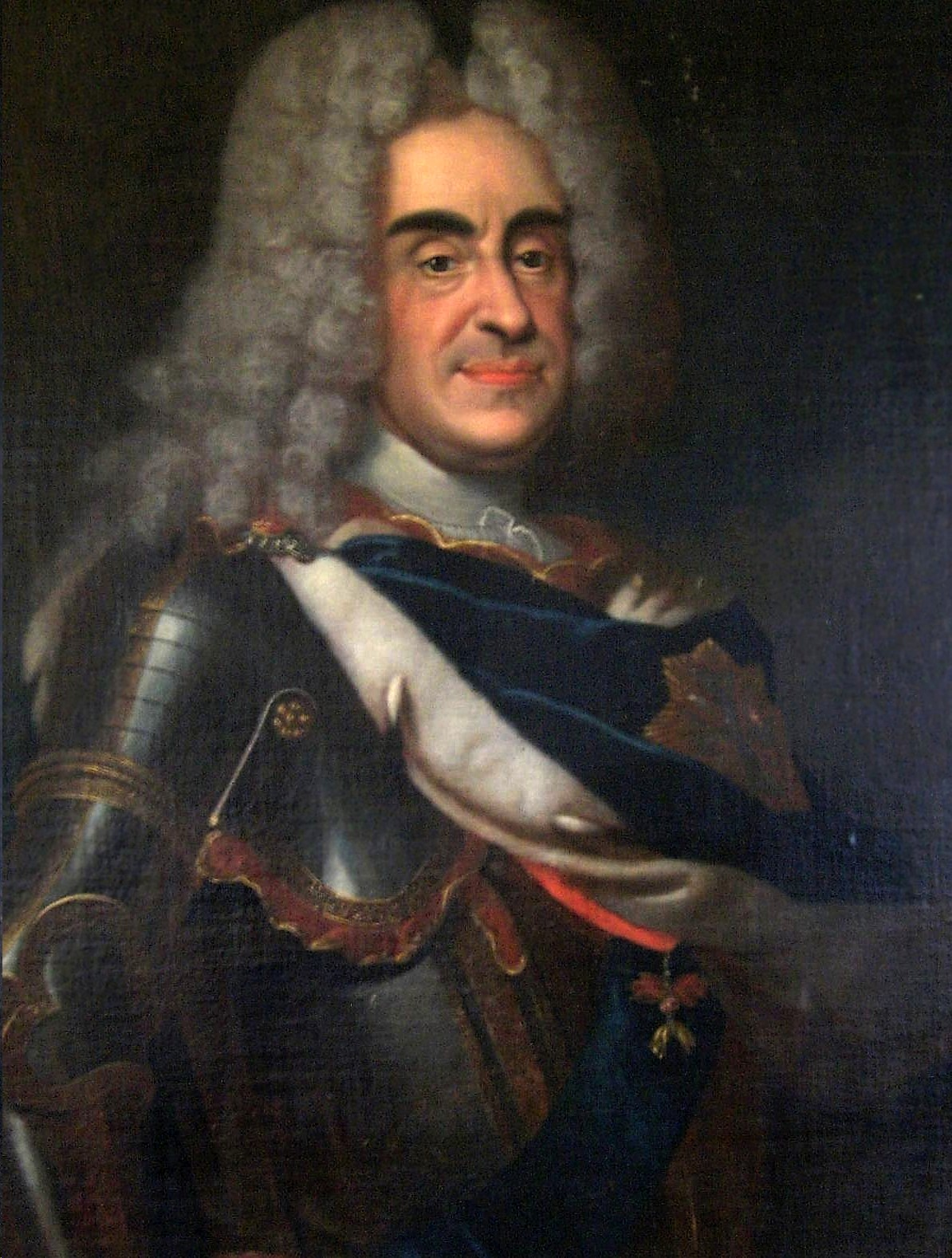
König August II. im Harnisch und Hermelinmantel sowie mit der Schärpe des Ordens vom Weißen Adler und dem Orden vom Goldenen Vlies, dessen Ritter er seit 1697 war (Gemälde auf Burg Stolpen)

Polnische Kronjuwelen

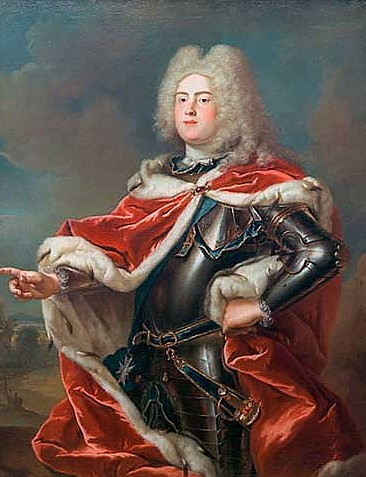
August III. (regierte von 1733 bis 1763, ab 1734 als polnischer König)

Das Augusteische Zeitalter bezeichnet eine Epoche der sächsischen Geschichte, in der das Kurfürstentum Sachsen ein Goldenes Zeitalter erlebte und in Sachsen überregional auf politischen, kulturellen und wirtschaftlichen Gebiet herausragende Erzeugnisse und Leistungen entstanden. Sie dauerte von 1694 bis 1763. Geprägt war die Zeit durch Übermaß, Überschwänglichkeit, Sinneslust, Entfaltung von Pracht und Hochkultur.

## Geschichte
Die wettinischen Kurfürsten August II. und August III., die dem Zeitalter ihren Namen und Zeitdauer gaben, regierten gleichzeitig in Personalunion als polnische Könige. Das Herrschaftskonglomerat Sachsen-Polen gehörte zu den bedeutenderen Mächten in Europa. August II. versuchte Sachsen auf die Ebene einer europäischen Großmacht zu heben und betrieb eine entsprechende europäische Großmachtpolitik. Zunächst wurde Friedrich August I. mit der Freien Wahl von 1697 zum polnischen König ernannt. Danach versuchte August II. weitergehende Eroberungen im Ostseeraum. Dies führte zu militärischen Expansionsversuchen wie dem Sächsischen Livlandfeldzug von 1700.
Dresden wurde von den Kurfürsten stark ausgebaut und wuchs bis 1750 auf über 60.000 Einwohner an. Als Elbflorenz wurde es etwas später international berühmt. Die Dresdner Gemäldegalerie stieg zu einer der wichtigsten Kunstsammlungen Europas auf, auch das Grüne Gewölbe zeugte von der Sammelleidenschaft der Wettiner. 1754 kam die Sixtinische Madonna nach Dresden. Neben den baulichen Leistungen in der Residenzstadt wurde vor allem die Hoffeste, darunter das Saturnusfest des kursächsischen Hofs berühmt. Die Residenzlandschaft um Dresden wurde stark ausgebaut. Neue Lustschlösser und Jagdhäuser entstanden. Opulenz und Darstellung von Reichtum, Repräsentation, Überschwänglichkeit, eine starke Zunahme der Korruption, Mätressenkultur kennzeichneten die politische Kultur im Kurfürstentum. Spitzenkräfte aus Kunst und Kultur aus ganz Europa wurden im großen Stil verpflichtet. Antonio Lotti (Hofkapellmeister 1717–1719) und Johann Adolph Hasse (1733–1763) begründeten die Tradition der italienischen Oper. Auch das zweite sächsische Zentrum Leipzig wuchs bis 1750 auf 35.000 Einwohner stark an. Die Wirtschaft florierte im gesamten Kurfürstentum.
Großen Einfluss besaßen als Minister Jakob Heinrich von Flemming und Heinrich von Brühl, der selbst Kunst sammelte und die Brühlsche Terrasse bebauen ließ. In jener Periode, in der der Dresdner Barock seinen Höhepunkt und auch seine Ablösung durch das Rokoko erlebte, die Zeit des Klassizismus anbrach, arbeiteten bedeutende Künstler und Kunstgelehrte in Dresden:
- George Bähr, Bernardo Bellotto, Jean de Bodt, Samuel Bottschild, Gaetano Chiaveri, Christian Wilhelm Ernst Dietrich, Heinrich Christoph Fehling, Carl Heinrich von Heinecken, Charles Hutin, Johann Friedrich Karcher
- Wolf Caspar von Klengel, Johann Christoph Knöffel, Johann Gottfried Knöffler, Friedrich August Krubsacius, Wilhelm Krüger, Zacharias Longuelune, Johann Christoph Ludwig Lücke, Lorenzo Mattielli, Anton Raphael Mengs, Ismael Mengs
- Adam Friedrich Oeser, Balthasar Permoser, Matthäus Daniel Pöppelmann, Johann Christoph Rost, Johann Georg Schmid, Gottfried Silbermann, Louis de Silvestre, Johann Alexander Thiele, Stefano Torelli, Johann Joachim Winckelmann

Die Regentschaften von August dem Starken und August III. waren durch ungehemmte Prachtentfaltung gekennzeichnet. Viele jener Bauten, die das Erscheinungsbild der heutigen Altstadt Dresdens bestimmen, entstanden in dieser Zeit. 1731 gab es sieben herausragende architektonische Werke in Dresden: das Zeughaus, die Kunstkammer, das Johanneum, die  Augustusbrücke, das ostindianische Palais am weißen Tor in Alt-Dresden, den Zwingergarten, das Jägerhaus in Alt-Dresden.
Prägend für diese Epoche war das Schicksal der Gräfin Cosel. Nachdem die langjährige und einflussreiche Mätresse bei August dem Starken in Ungnade gefallen war, wurde sie 1716 auf die Burg Stolpen verbracht. Obwohl ihr August III. die Freilassung anbot, verbrachte sie bis zu ihrem Lebensende noch weitere drei Jahrzehnte auf der Festung.

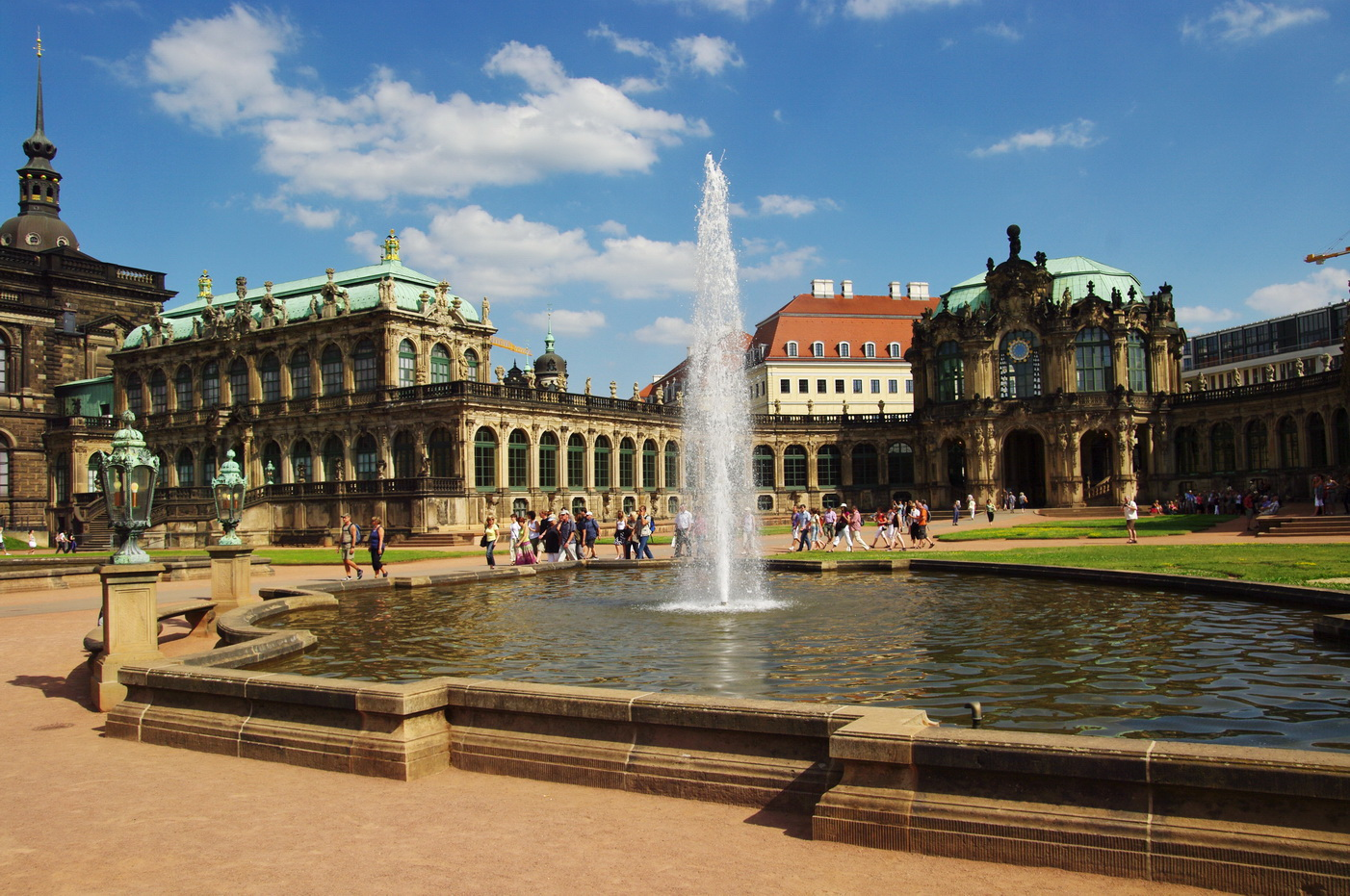
Zwinger (erbaut von 1710 bis 1728)
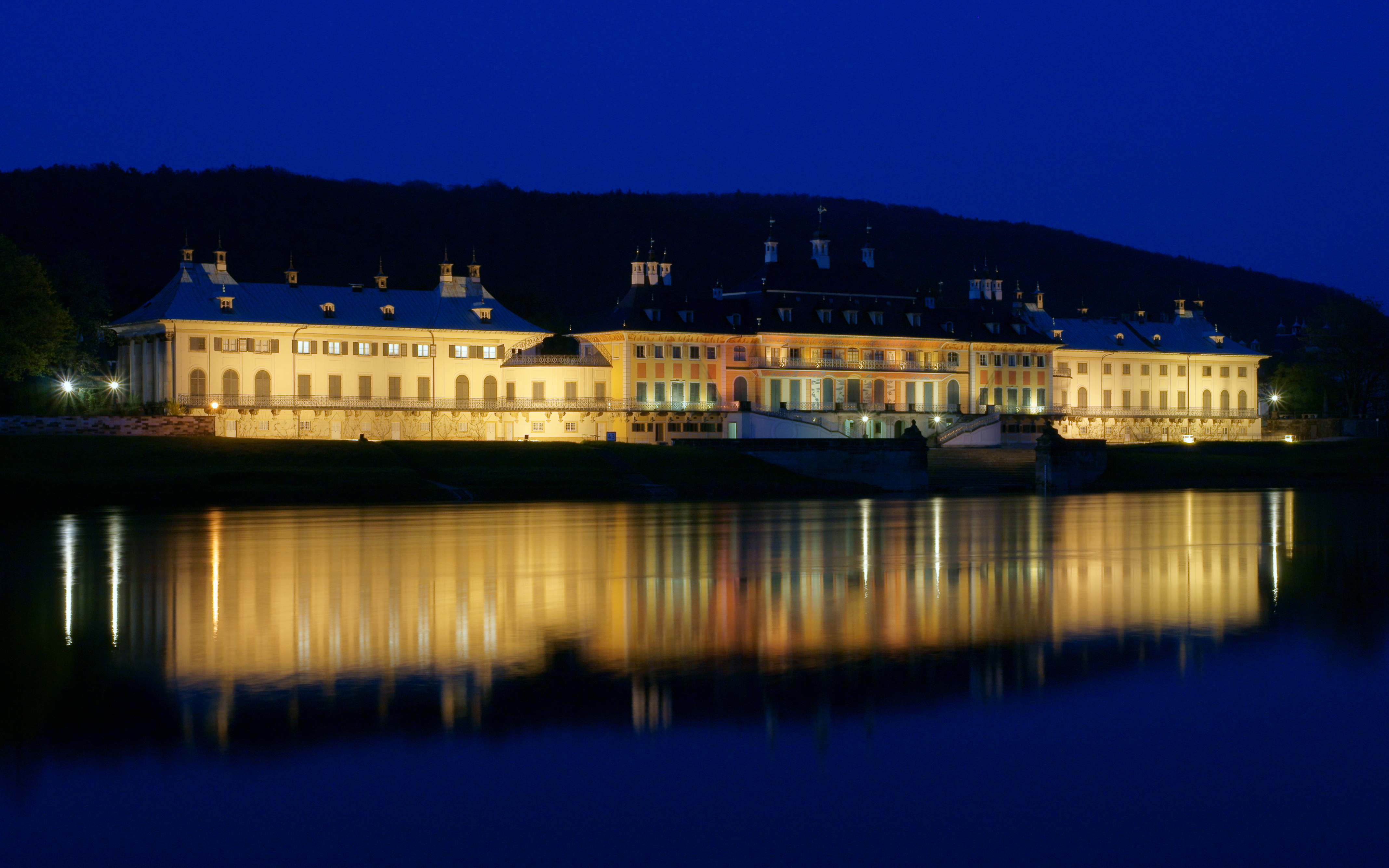
Schloss Pillnitz (erbaut von 1720 bis 1723)
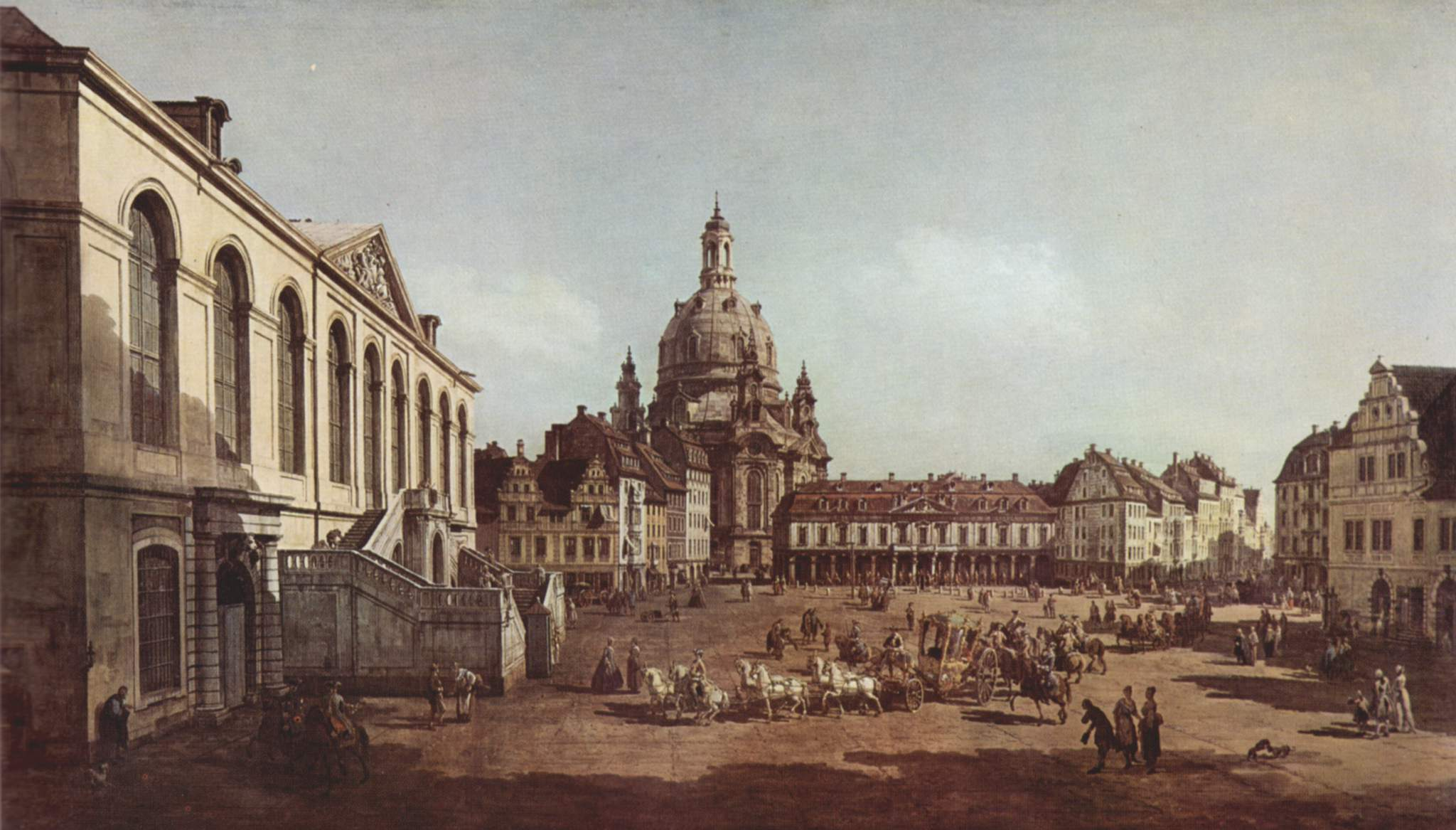
Frauenkirche (erbaut von 1726 bis 1743)
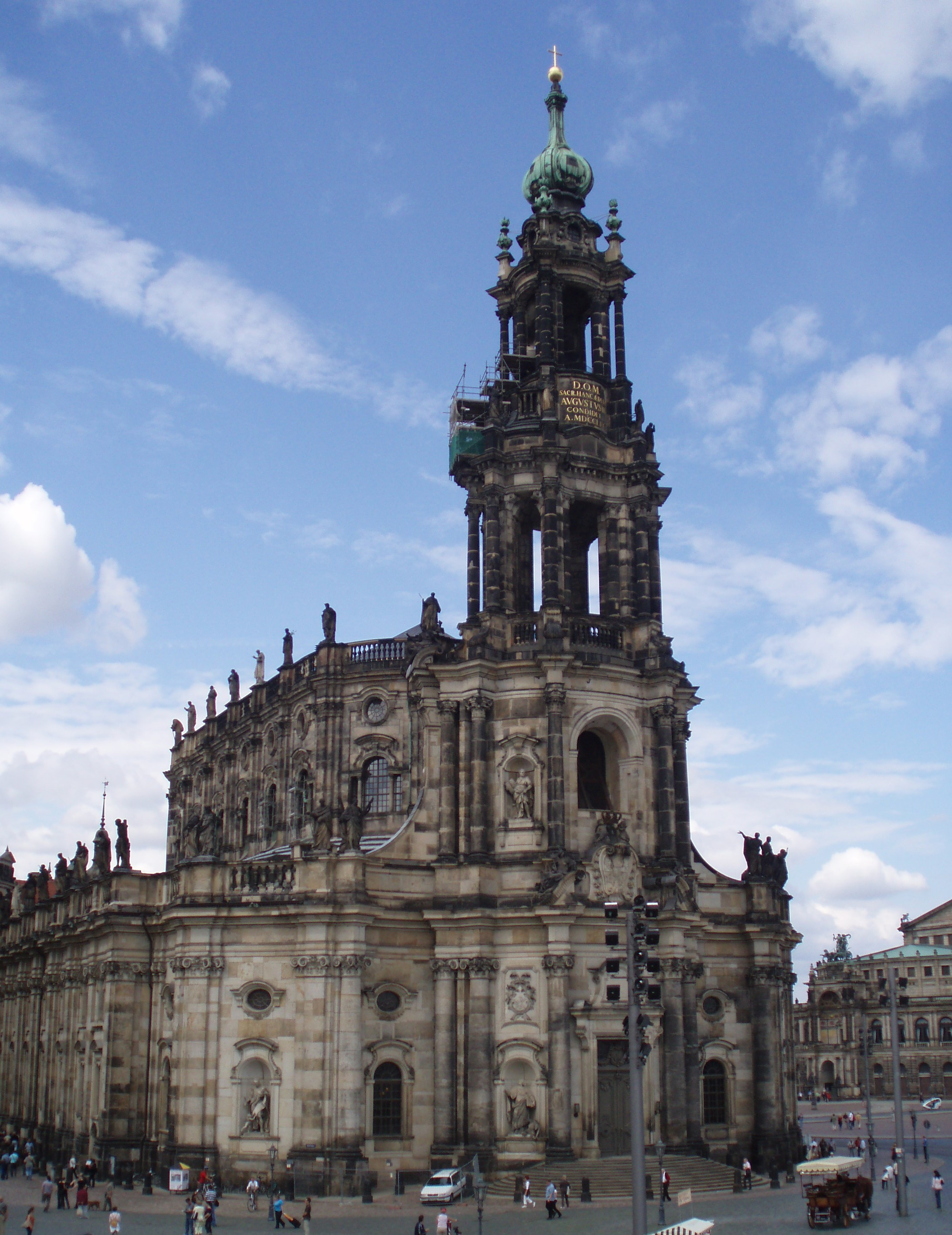
Hofkirche (erbaut von 1739 bis 1751)

Die Bürgermeister Dresdens mussten die Interessen der Stadt gegenüber dem Kompetenzausgreifenden Hof wahren. Vielfach, wie beim Bau der Frauenkirche, ging es dabei auch um finanzielle Interessen. Nach dem Machtantritt von August dem Starken war zunächst noch Gabriel Tzschimmer im Amt. Ihm folgten Marcus Dornblüth, Christoph Heinrich Vogler, Burkhard Leberecht Behrisch und Christoph Bormann.

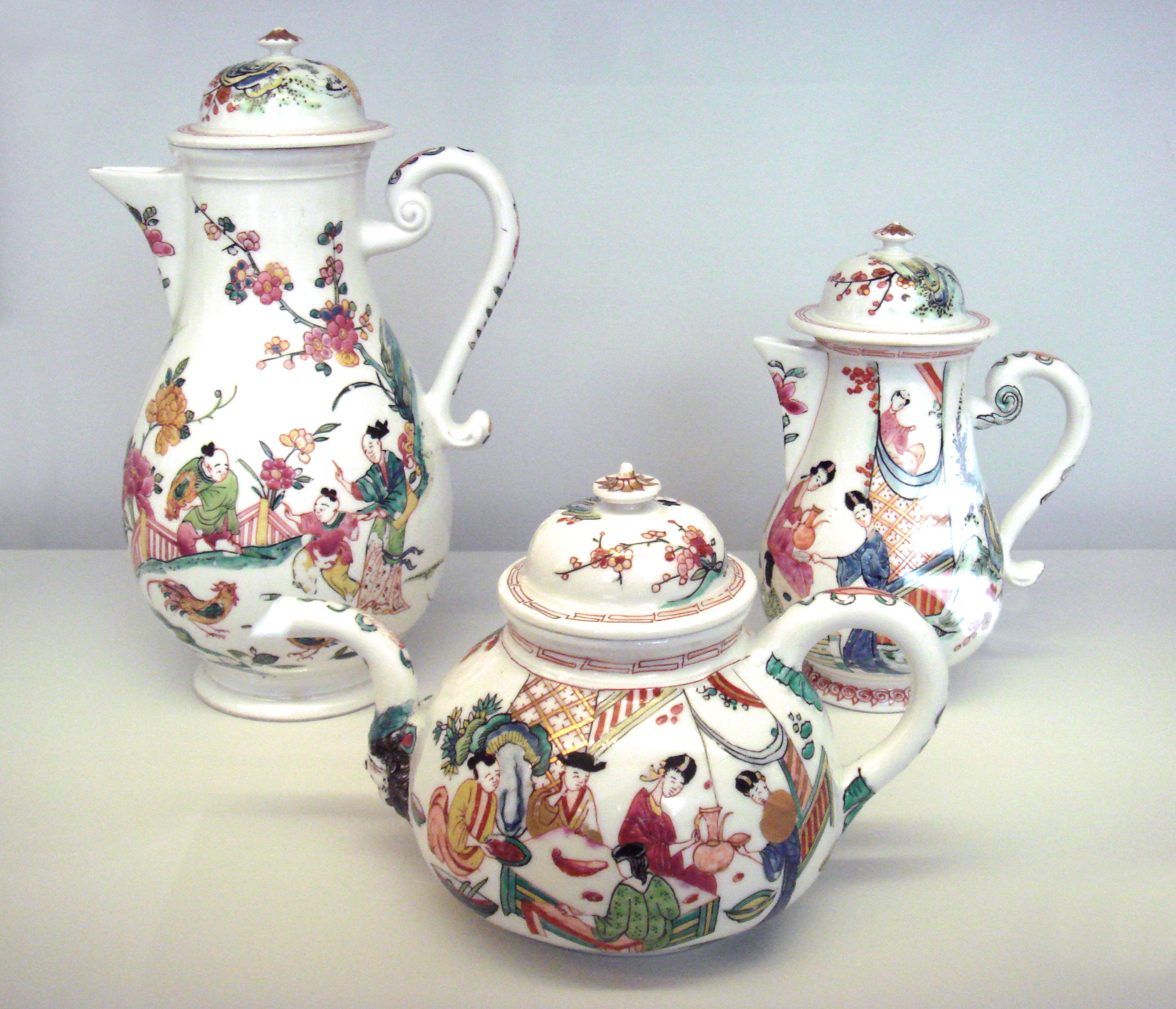
Meißner Porzellan um 1720

Zu den berühmtesten Entwicklungen des Augusteischen Zeitalters gehört die Erfindung des Meißner Porzellans. August der Starke wollte von Johann Friedrich Böttger eigentlich Gold herstellen lassen. Am 28. März 1709 wurde stattdessen die Erfindung des Porzellans bekanntgegeben. Maßgeblich beteiligt an der Entwicklung waren auch Ehrenfried Walther von Tschirnhaus, Jacob Bartolomäi, Michael Nehmitz und Christoph Gottlob Lichtwer. Ab 1735 leitete Heinrich von Brühl die Porzellanmanufaktur Meißen. Der bekannteste Modelleur war Johann Joachim Kändler.

## Kriege und Konflikte
Die Jahrzehnte des Augusteischen Zeitalters waren weniger friedlich als die Prachtbauten Dresdens es vermitteln. Die ersten Kriege, insbesondere der Große Nordische Krieg und der polnische Erbfolgekrieg fanden zumeist außerhalb des sächsischen Territoriums statt. Insbesondere um die Vorherrschaft in Polen gab es wiederholt militärische Auseinandersetzungen, in die das Schwedische Reich und Russland verwickelt waren. Das luxuriöse Leben am sächsischen Hofstaat überstieg die wirtschaftliche Leistungsfähigkeit des Landes und wurde schließlich auf Kosten der militärischen Schlagkraft finanziert. Die sächsische Armee, die einem internationalen Publikum noch beim Zeithainer Lustlager ihre hohe Leistungsfähigkeit demonstriert hatte, musste ab den 1730er Jahren daher reduziert werden. Im ersten und zweiten Schlesischen Krieg erlitt Sachsen empfindliche Rückschläge im Kampf um die Vormachtstellung gegen den nördlichen Nachbarn Preußen. Die brandenburgisch-sächsischen Beziehungen blieben belastet. Brühl versuchte eine gegen Preußen gerichtete internationale Koalition zu errichten. Doch Friedrich II. kam dem mit einem Initiativangriff zuvor und besetzte 1756 nach der Einschließung der sächsischen Armee bei Pirna das gesamte Kurfürstentum. Der sächsische Kurfürst floh mit dem Hofstaat nach Warschau, wo er den Rest des Kriegs verbrachte. Währenddessen wurde Sachsen besetzt gehalten und zum Schauplatz blutiger Schlachten und Belagerungen. Das Land erlitt schwere wirtschaftliche und demografische Einbußen als 1763 der Siebenjährige Krieg schließlich mit dem Frieden von Hubertusburg endete. Mit dem zeitnah darauffolgenden Tod des Premierministers Brühl und August III. endete das Augusteische Zeitalter und es brach eine neue Zeit an, in der wirtschaftlicher Wiederaufbau als Rétablissement im Vordergrund stand und die Prachtentfaltung und Selbstinszenierung deutlich verringert wurde.

## Film
- Sachsens Glanz und Preußens Gloria. sechsteilige Fernsehserie, Fernsehen der DDR, 1985/1987.